# Lexington Avenue Tunnel
De Lexington Avenue Tunnel is een metrotunnel van de metro van New York. De tunnel ligt onder de Harlem River in het verlengde van Lexington Avenue in Manhattan, ten zuiden van de Park Avenue Railroad Bridge en in het verlengde van Park Avenue in The Bronx.
De metrolijnen 4, 5 en 6 maken gebruik van de tunnel die beschouwd wordt als een onderdeel en het zuidelijke eindpunt van zowel het traject van de Jerome Avenue Line, ten zuiden van het metrostation 138th Street-Grand Concourse, en als onderdeel en zuidelijk eindpunt van de Pelham Line gebruikt door metrolijn 6, ten zuiden van het metrostation Third Avenue-138th Street. De viersporige tunnel heeft de twee westelijke sporen voor de Jerome Avenue Line, de twee oostelijke sporen voor de Pelham Line. 
In Manhattan sluit de tunnel vervolgens aan op de lokale en expressporen van de Lexington Avenue Line en volgen de wissels voor de samenvoeging van de Jerome Avenue Line en de Pelham Line en de verbindingen voor lokale en express treinen op het traject van de Lexington Avenue Line. Nog voor het eerste station op deze lijn, 125th Street in East Harlem liggen de sporen al op twee niveaus zodat in het station de lokale treinen op een niveau boven de exprestreinen uitkomen op perronsporen aan boven mekaar liggende eilandperrons. 
De tunnel werd in gebruik genomen op 17 juli 1918.